# Loài săn chim
Loài ăn chim hay động vật bắt chim hay còn gọi là một avivore là một kẻ săn mồi chuyên biệt đối với đối tượng là các loài chim, coi chúng như là con mồi chủ yếu của mình, thịt của các con chim có chiếm một tỷ lệ lớn các chế độ ăn uống của chúng, những động vật chim ăn như vậy đến từ một loạt các nhóm khác nhau trong thế giới động vật. Những con chim bị ăn trong trường hợp này được gọi là chim mồi.

## Các loài

### Chim
Những loài chim săn mồi chuyên ngành của các loài chim khác bao gồm các loài đại bàng và chim ưng nhất định. Đặc điểm chung của avivores gia cầm bao gồm một hình hộp sọ cũng được chuyển thể nắm bắt và nghiền với mỏ, mặc dù không đặc biệt là cấu trúc tốt cho chuyển động cổ xoắn. Chim ăn thịt chim ăn cũng có xu hướng để hiển thị lưỡng hình giới tính lớn hơn chim ăn thịt khác, với con cái được lớn hơn so với con đực.
Một số avivores gia cầm như Shikra, Besra, và diều hâu vuốt sắc bắt mồi bằng cách bay từ bìa trong một cây hay bụi cây, lấy bất ngờ con mồi của chúng. Ngược lại, con chim ưng săn Lanner bắt lấy chim bằng theo đuổi ngang. Các chim ưng aplomado sẽ sử dụng cả hai ổ phục kích và các chuyến bay kéo dài hơn. Chim ưng peregrine trên bay chim từ độ cao lớn ở tốc độ mà có thể vượt quá 300 km /h.

### Thú
Trong sinh cảnh nhất định, chim chiếm phần lớn các chế độ ăn uống của các loài thú ăn thịt carnivorans khác nhau, ví dụ như, con hải cẩu báo chủ yếu là ăn con mồi như chim cánh cụt, con cáo Bắc Cựcsống ở các vùng ven biển, nơi thuộc địa của các loài chim biển, hải âu, mòng biển và chim biển khác rất nhiều và loài chồn tại New Zealand do con người du nhập đã ăn các loài chim không bay được như Porphyrio mantelli và kiwi là khả năng tự vệ. Động vật có vú khác, những người thỉnh thoảng con mồi trên chim bao gồm hầu hết Carnivora;
Một số loài linh trưởng khác nhau, từ những con culi và khỉ đêm trên khỉ đầu chó và tinh tinh; cá kình; thú có túi và thú có túi khác; chuột và các loài gặm nhấm khác; nhím và sâu bọ và con dơi khác. Một số loài thú săn mồi chuyên biệt của các loài chim. Một số loài mèo cỡ trung bình, được biết đến với khả năng nhảy của chúng mà họ sử dụng để vồ lấy chim đang bay. Một quan sát thấy rằng bốn con cáo đỏ đã giết chết 230 con hải âu đen đầu một buổi tối ở một điểm duy nhất ở bờ biển Cumberland trong khi ít hơn 3% của con mòng biển cho thấy bất kỳ dấu hiệu bị ăn thịt. 

### Loài khác
Những con rắn cũng được biết đến như là động vật ăn chim. Những con rắn trứng ăn chuyên ăn chim trứng, nuốt chúng toàn bộ và sau đó phá vỡ chúng bằng lồi từ cột sống của nó. Động vật lưỡng cư như Con ếch răng nanh ếch nhẽo Limnonectes megastomias ăn con mồi trên các loài chim và côn trùng. Các con nhện ăn chim Goliath cũng biết đến là loài bắt và ăn chim.